# Podsavezna nogometna liga Čakovec 1962./63.
Podsavezna nogometna liga Čakovec za sezonu 1962./63. je predstavljala ligu četvrtog stupnja nogometnog prvenstva Jugoslavije. 
 
Sudjelovalo je 12 klubova, a prvak je bio "Graničar" iz Kotoribe.   

## Ljestvica
| mj. | klub                    | ut. | pob. | ner. | por. | gol+ | gol- | bod |
| --- | ----------------------- | --- | ---- | ---- | ---- | ---- | ---- | --- |
| 1.  | Graničar Kotoriba       | 22  | 17   | 3    | 2    | 72   | 29   | 37  |
| 2.  | Omladinac Novo Selo Rok | 22  | 14   | 1    | 7    | 72   | 39   | 29  |
| 3.  | Mladost Marija na Muri  | 22  | 12   | 3    | 7    | 67   | 51   | 27  |
| 4.  | Polet Pribislavec       | 22  | 12   | 2    | 8    | 63   | 26   | 26  |
| 5.  | Borac Nedelišće         | 22  | 10   | 4    | 8    | 54   | 43   | 24  |
| 6.  | Partizan Strahoninec    | 22  | 10   | 3    | 9    | 52   | 48   | 23  |
| 7.  | Rudar Mursko Središće   | 22  | 9    | 3    | 10   | 62   | 60   | 21  |
| 8.  | Bratstvo Savska Ves     | 22  | 8    | 4    | 10   | 37   | 36   | 20  |
| 9.  | Mladost Prelog          | 22  | 8    | 4    | 10   | 56   | 61   | 20  |
| 10. | Dinamo Palovec          | 22  | 8    | 2    | 12   | 45   | 66   | 18  |
| 11. | Trnava Goričan          | 22  | 6    | 5    | 11   | 38   | 62   | 17  |
| 12. | Jedinstvo Donji Vidovec | 22  | 1    | 0    | 21   | 15   | 112  | 2   |

- Marija na Muri – tadašnji naziv za Svetu Mariju

## Rezultatska križaljka
| kratica | klub                    | BOR | BRA | DIN | GRA | JED | MLAM | MLAP | OML | PAR | POL | RUD | TRN |
| --- | ----------------------- | --- | --- | --- | --- | --- | ---- | ---- | --- | --- | --- | --- | --- |
| BOR | Borac Nedelišće         |     |     |     |     |     |      |      |     |     |     |     |     |
| BRA | Bratstvo Savska Ves     |     |     |     |     |     |      |      |     |     |     |     |     |
| DIN | Dinamo Palovec          |     |     |     |     |     |      |      |     |     |     |     |     |
| GRA | Graničar Kotoriba       |     |     |     |     |     |      |      |     |     |     |     |     |
| JED | Jedinstvo Donji Vidovec |     |     |     |     |     |      |      |     |     |     |     |     |
| MLAM | Mladost Marija na Muri  |     |     |     |     |     |      |      |     |     |     |     |     |
| MLAP | Mladost Prelog          |     |     |     |     |     |      |      |     |     |     |     |     |
| OML | Omladinac Novo Selo Rok |     |     |     |     |     |      |      |     |     |     |     |     |
| PAR | Partizan Strahoninec    |     |     |     |     |     |      |      |     |     |     |     |     |
| POL | Polet Pribislavec       |     |     |     |     |     |      |      |     |     |     |     |     |
| RUD | Rudar Mursko Središće   |     |     |     |     |     |      |      |     |     |     |     |     |
| TRN | Trnava Goričan          |     |     |     |     |     |      |      |     |     |     |     |     |
| |                         |     |     |     |     |     |      |      |     |     |     |     |     |
| podebljan rezultat - utakmice od 1. do 11. kola (1. utakmica između klubova) rezultat normalne debljine - utakmice od 12. do 22. kola (2. utakmica između klubova) rezultat nakošen - nije vidljiv redoslijed odigravanja međusobnih utakmica iz dostupnih izvora rezultat smanjen * - iz dostupnih izvora nije uočljiv domaćin susreta prekrižen rezultat - poništena ili brisana utakmica p - utakmica prekinuta 3:0 p.f. / 0:3 p.f. - rezultat 3:0 bez borbe |                         |     |     |     |     |     |      |      |     |     |     |     |     |

 Izvori: 